# Dormans
Dormans település Franciaországban, Marne megyében. Lakosainak száma 2898 fő (2022. január 1.). Dormans Trélou-sur-Marne, Courthiézy, Igny-Comblizy, Troissy, Verneuil, Vincelles és Vallées en Champagne községekkel határos.

## Népesség
A település népességének változása:
| Lakosok száma | 2413 | 2920 | 3125 | 2992 | 2886 | 2929 | 2921 | 2918 | 2916 | 2898 |
|               | 1968 | 1982 | 1990 | 2006 | 2013 | 2015 | 2017 | 2019 | 2020 | 2022 |